# Óriás varánusz
Az óriás varánusz (Varanus giganteus) Ausztrália sivatagjaiban, száraz síkságain honos, nagy termetű, ragadozó gyíkfaj.

## Elterjedése
Közép- és Nyugat-Ausztrália sivatagjaiban honos Nyugat-Queenslandtől egészen az Indiai-óceánig. Megtalálható a nyugat-ausztráliai Barrow-szigeten is, ahol ő játssza a csúcsragadozó szerepét. Köves- vagy homoksivatagokban, száraz síkságokon, felföldeken vagy félszáraz szavannákon él.

## Megjelenése

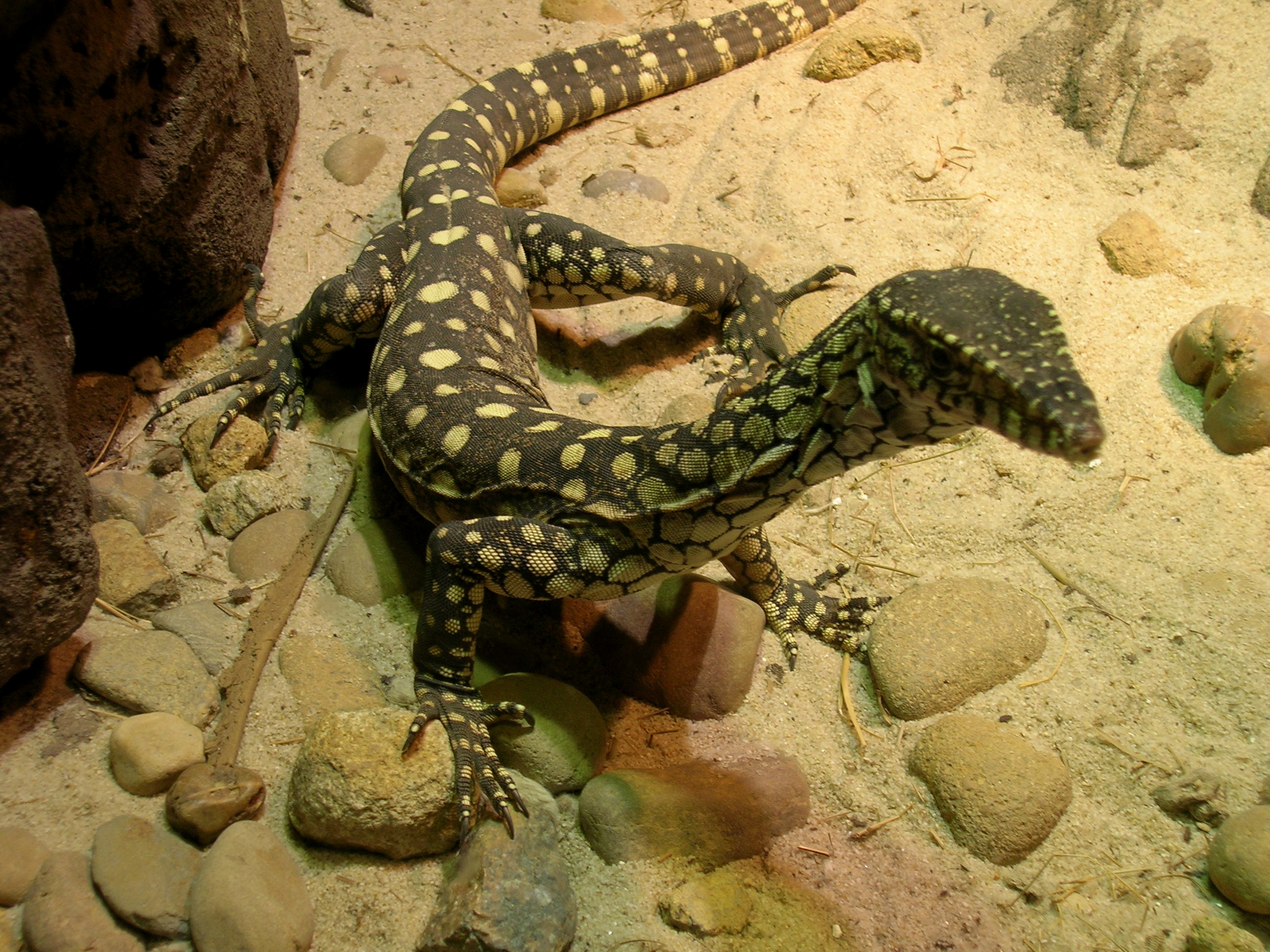

Az óriás varánusz Ausztrália legnagyobb és a világ negyedik legnagyobb gyíkfaja (a komodói, a szalagos és a pápua varánuszok után). Hossza általában 1,5–2 m, de elérheti a 2,5 métert is. Ebből feje és törzse kb. 75 cm, farka pedig 1,3-szor hosszabb ennél. A legnagyobb példányok meghaladhatják a 20 kg-ot. Nyaka igen hosszú és karcsú, törzse erőteljes és hosszú, oldalról összenyomott farka izmos. Jól fejlett végtagjai végén öt-öt erős karom található. Testét némileg laza, pikkelyes bőr fedi. Szemhéjai mozgathatóak, villás nyelve pedig igen hosszú.
Színe barna amely a kor előrehaladtával egyre sötétedik. Az alapszínen számos kerek, sárgásbarna-krémszínű, fekete szegélyű, többé-kevésbé sorokba rendeződő folt látható. Torka és hasa krémszínű vagy fehér. A fiatal példányok mintázata élénkebb és kontrasztosabb, majd idővel némileg kifakul. Nyakán egyedi mintázat látható, amely alapján az egyedek is felismerhetőek.

## Életmódja
Az óriás varánusz ragadozó, kisemlősökkel, madarakkal, gyíkokkal, teknőstojásokkal és rovarokkal táplálkozik. Megeszi a dögöt, akár a saját fajtársait is. A kifejlett példányok kisebb kengurukat is elkaphatnak. Zsákmányát gyakran kiöltögetett hosszú nyelve segítségével követi, amellyel képes a szagnyomokat összegyűjteni a levegőből. Párzáskor is így találja meg egymást a hím és a nőstény. Az elfogott zsákmányt vadul rázza, amíg az el nem pusztul, majd egyben nyeli le.
A legtöbb varánusztól eltérően igen gyorsan fut és nagy távolságokat képes megtenni. Lábai nem oldalra, hanem az emlősök módjára a törzse alá fordulnak. Megfigyelték hogy képes csak a hátsó lábain állva is futni. Futás közben a 40 km/órás sebességet is eléri, amivel akár egy nyulat is utol tud érni. Állóképességét növeli, hogy nyaka izmait összehúzva képes torkából fújtatószerűen levegőt pumpálni a tüdejébe. Szükség esetén fára is mászik. A fiatal varánuszokra kóbor kutyák és macskák, kígyók és ragadozó madarak, a felnőtt példányokra csak a dingók jelentenek veszélyt.
A hím óriás varánusz territoriális állat, területét megvédi a többi hímtől. A harc ritualizált, a hímek hátsó lábaikra ágaskodva mellső lábaikkal megragadják egymást és megpróbálják ledönteni a földre. Ha fenyegetve érzi magát, a varánusz hátsó lábaira ágaskodik, felfújja a torkát és hangosan sziszeg. Nyála baktériumokat tartalmaz, ezért harapása nagyon könnyen elfertőződik.

## Szaporodása
A párzásra tavasszal vagy kora nyáron kerül sor. A hím udvarlás közben nyalogatja és orrával böködi a nőstényt, majd a következő napokban többször is párosodnak. Előfordul hogy egy nőstény több hímmel párzik. A nőstény 8-11 tojást rak, amelyek vékony héjuk miatt sérülékenyek és vízbe kerülve is befulladhatnak. A nőstény ezért a földbe ásott lyukba vagy sok esetben termeszvárakba rakja le tojásait, ahol az állandó hőmérséklet és páratartalom kedvez a kikelésnek.

## Természetvédelmi helyzete
Az óriás varánusz nem szerepel a Természetvédelmi Világszövetség Vörös listáján. A helyi törvények védelem alá helyezhetik (pl. a Barrow-szigeten minden hüllő védett) és szerepel a washingtoni egyezmény (CITES) II. mellékletében, vagyis kereskedelme korlátozott.

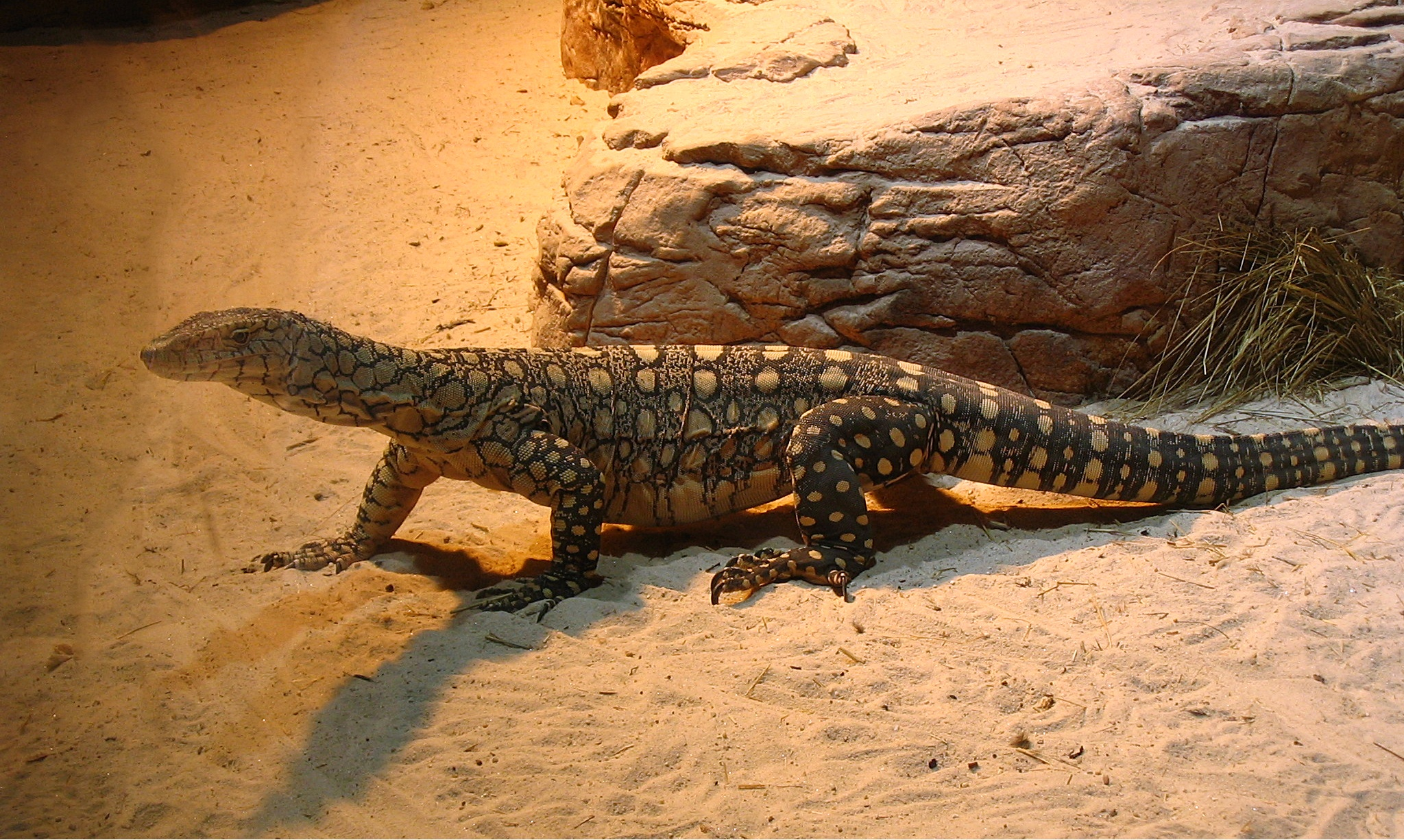
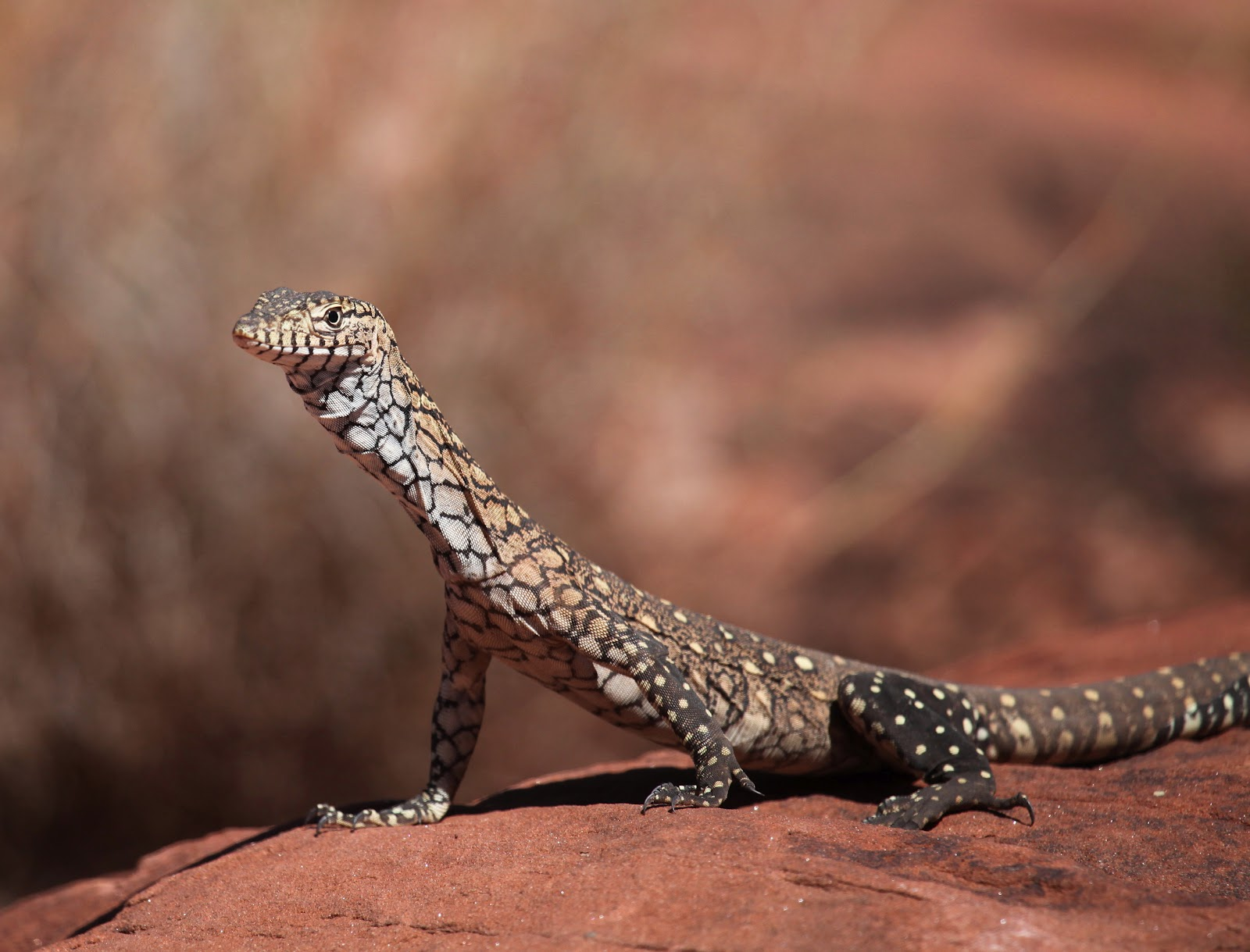
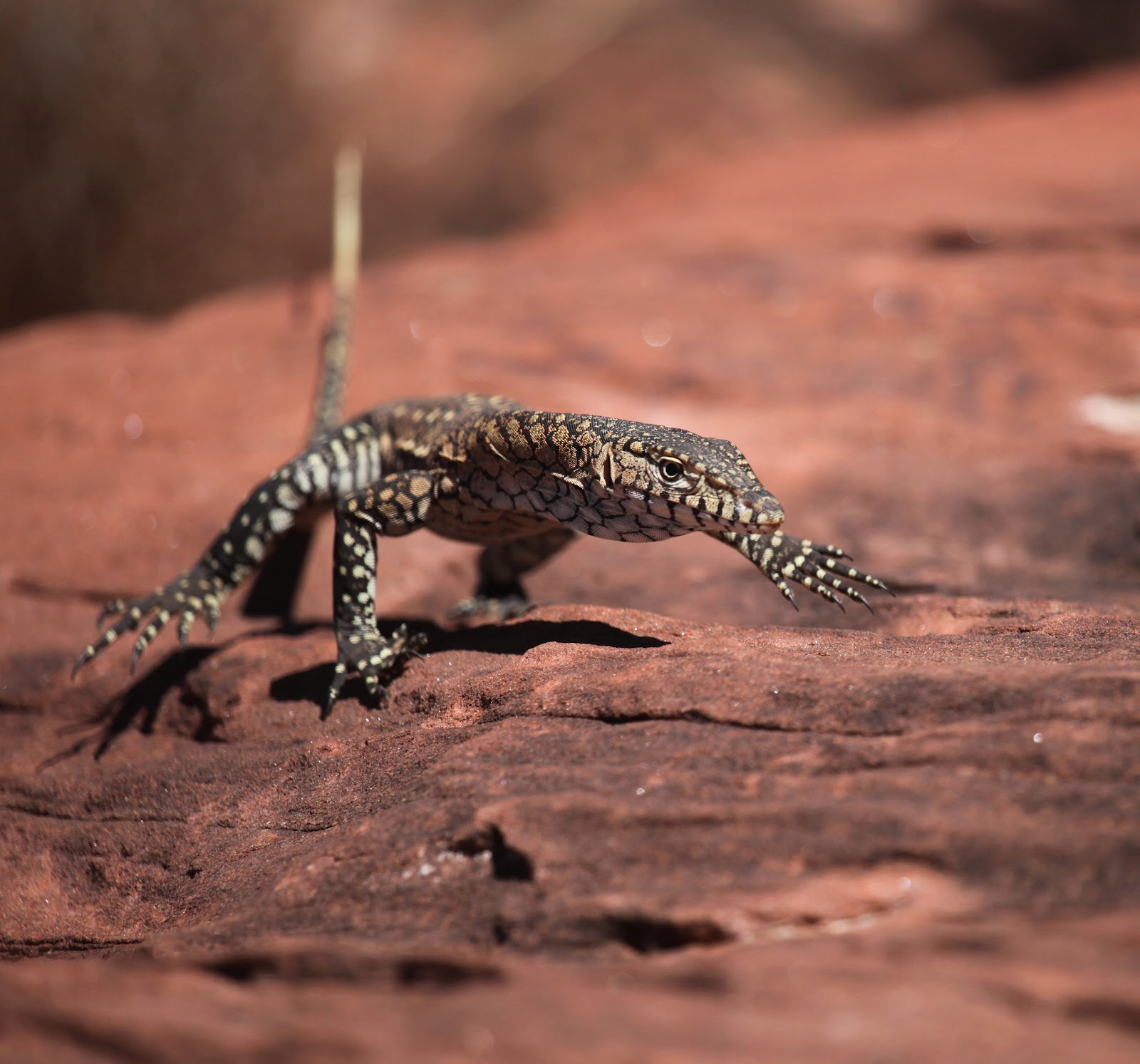
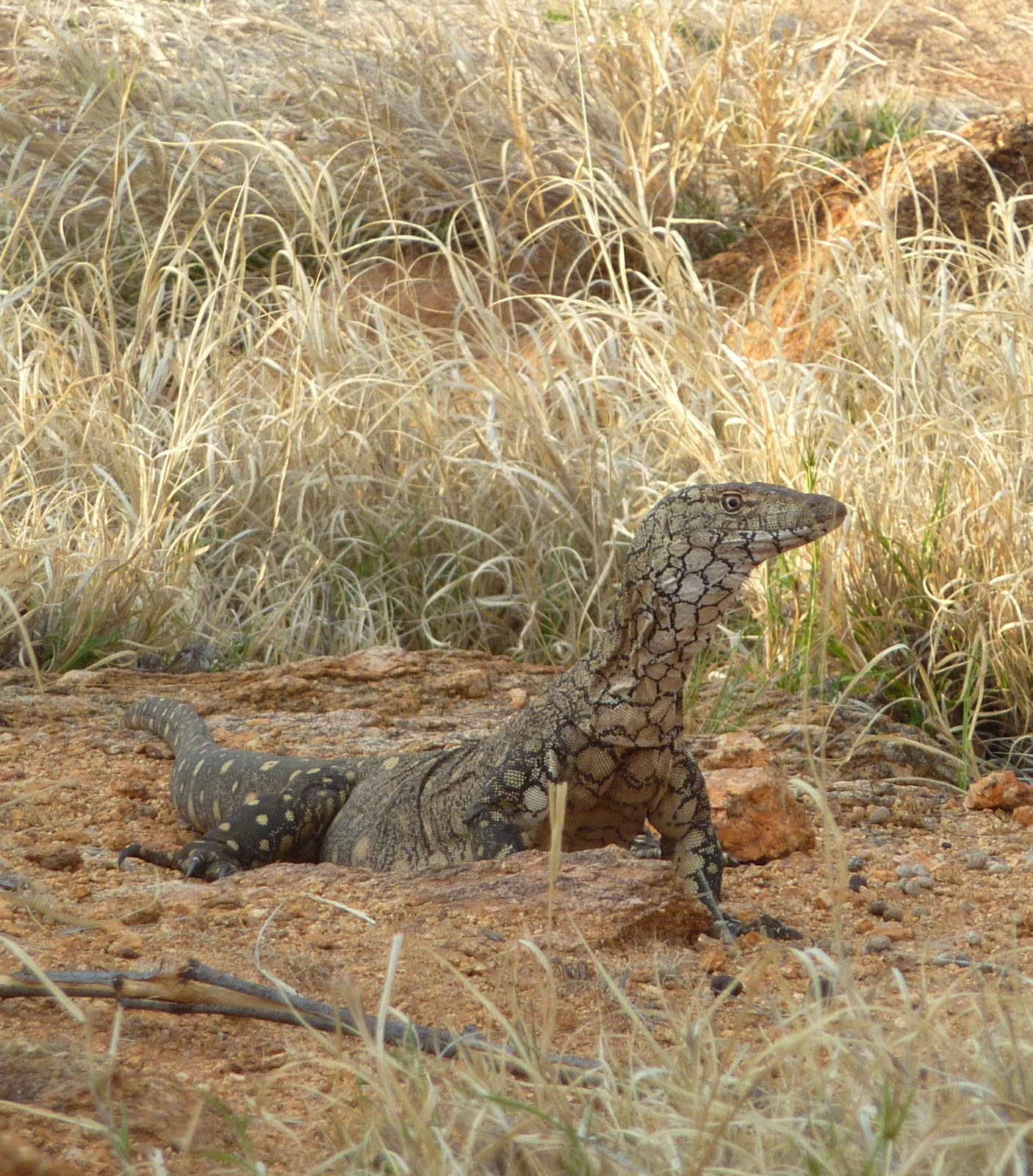
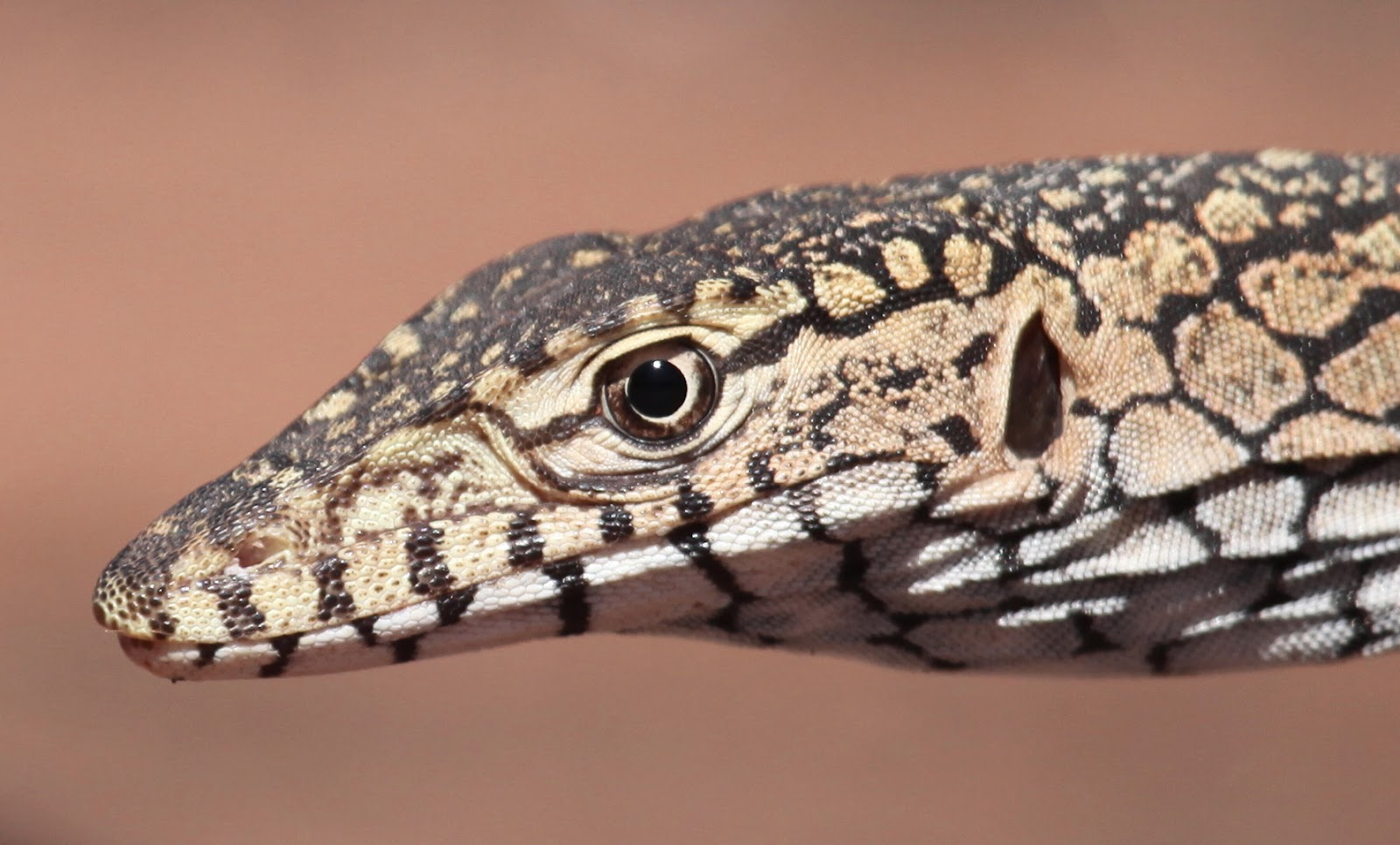